# Hypsirhynchus callilaemus
Hypsirhynchus callilaemus — вид змій родини полозових (Colubridae). Ендемік Ямайки.

## Поширення і екологія
Hypsirhynchus callilaemus широко поширені на острові Ямайка. Вони живуть в тропічних лісах, на плантаціях і в садах, зустрічаються на висоті до 900 м над рівнем моря. Живляться ящірками і амфібіями. Активні як вдень, так і вночі.